# Dobra (Turecki)
Dobra is een stad in het Poolse woiwodschap Groot-Polen, gelegen in de powiat Turecki. De oppervlakte bedraagt 1,84 km², het inwonertal 1530 (2005).